# دن لوسک
دن لاسک (انگلیسی: Don Lusk؛ زادهٔ ۲۸ اکتبر ۱۹۱۳ - 30 دسامبر ۲۰۱۸) یک پویانما و کارگردان اهل ایالات متحده آمریکا است.
از آثار وی می‌توان به انیمیشنهای سیندرلا، بامبی، پیترپن، پینوکیو و فانتازیا اشاره کرد.